# Argiope bougainvilla
Argiope bougainvilla là một loài nhện trong họ Araneidae.
Loài này thuộc chi Argiope. Argiope bougainvilla được Charles Athanase Walckenaer miêu tả năm 1847.